# Lorenzo Sabatini

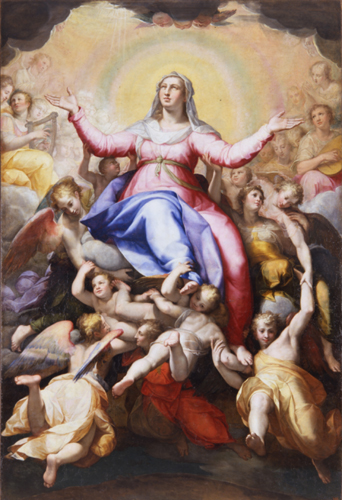
Assunzione della Vergine Pinacoteca Nazionale di Bologna

Lorenzo Sabatini (Bologna, 1530 circa – Roma, 2 agosto 1576) è stato un pittore italiano di stile manierista che operò a Firenze, a Bologna e a Roma, presso il Vaticano.

## Biografia
Le informazioni sulla giovinezza di Sabatini sono scarse e i dati certi mancano fino alla fine degli anni 1550, quando sembra già fosse un artista maturo e rispettato. Nel 1558, a Bologna, realizzò l'Incontro alla Porta Aurea nella chiesa di San Martino (opera più rcentemente ricondotta a Giulio Taraschi a causa delle lettere "TAR" leggibili accanto alla data sull'opera). Si ritiene che Sabatini abbia studiato pittura a Bologna con Prospero Fontana.
Prima del 1559, Sabatini dipinse Artemisia per palazzo Poggi a Bologna, dove la figura affrescata ha una posa monumentale e artificiosa, che mostra l'influenza di Michelangelo filtrato da Pellegrino Tibaldi, ma è alleggerita da una tecnica pittorica simile a quella di Niccolò dell'Abate.
Non lontano dal 1560, si trova il dipinto nella chiesa di Sant'Egidio, attribuito a Sabatini in antiche fonti. Alcuni studiosi suggeriscono una data intorno al 1570, ma altri dissentono e riconoscono influenze emiliane e parmensi nell'opera. Poco dopo, forse nel 1562, Sabatini dipinse l'Ultima cena di san Girolamo alla certosa, che in passato era erroneamente attribuita a Orazio Samacchini. La tela è stata successivamente riconosciuta come opera di Sabatini sulla base di un disegno preparatorio conservato al Louvre.
Nel 1562, Sabatini entrò in contatto con Vasari, probabilmente attraverso Prospero Fontana, e gli scrisse una lettera in cui menzionava un disegno promesso che non poteva completare a causa di un' "anatomia cavallesca". Il disegno doveva essere inviato insieme ad alcuni lavori di Giambologna a Firenze, ma l'ipotesi che fosse destinato proprio a Giambologna non sembra convincente. Il disegno potrebbe essere stato realizzato per un committente bolognese, come Ulisse Aldrovandi.
Vasari aveva una stima alta per Sabatini, definendolo un "pittore eccellente" nelle sue Vite; scrisse che aveva una buona tecnica e grande pratica in tutte le cose, prevedendo che avrebbe avuto un futuro molto promettente se non fosse stato gravato da una moglie e molti figli. Questo episodio indica una certa familiarità tra Sabatini e Vasari e fornisce indicazioni sui primi anni di Sabatini come artista.
Nel 1565, Sabatini fu chiamato a lavorare a Firenze, dove realizzò degli affreschi in Palazzo Vecchio e divenne membro dell'Accademia del Disegno, adeguandosi alla tendenza cosmopolita e decorativa della pittura.
Rientrato a Bologna, attese al fregio con Storie di Ciro nel palazzo Vizzani, databile intorno al 1560 circa o al 1570 circa. Nella stessa epoca, negli anni 1560, Sabatini dipinse l'Omaggio di Pan a Diana oggi nell'Hessisches Landesmuseum di Darmstadt, un'opera erotica e profana. Altri dipinti di questo periodo includono l'Allegoria forse della Geometria nella Galleria Sabauda di Torino e la Circoncisione alla Bob Jones University a Greenville, South Carolina.
Sabatini dipinse anche opere per la chiesa di Santa Lucia a Bologna, tra cui la Madonna con il Bambino in gloria tra le sante Lucia e Agata, ora nella Pinacoteca nazionale di Bologna, datata al 1568-70, e una pala d'altare a Berlino dipinta entro il 1572. Tra il 1566 e il 1568, lavorò alla decorazione della cappella dei Malvasia in San Giacomo Maggiore a Bologna, mostrando un'influenza di Parmigianino e Michelangelo.
Intorno al 1570, dipinse altre opere profane come l'Amore e Psiche e l'Apoteosi di Diana e Venere, che oggi si trovano in collezioni private. Nel 1572, dipinse la Sacra Famiglia con san Giovannino al Louvre, che porta inciso anche il nome del papa Gregorio XIII. In questo periodo, Sabatini si tornò a Firenze per lavorare alla cupola di Santa Maria del Fiore.
A Roma, Sabatini ricevette importanti commissioni presso la Curia pontificia, tra cui la decorazione della sala Regia e della cappella Paolina in Vaticano. Nel corso del 1573, completò anche affreschi nella sala Bologna. Sabatini dipinse la Pietà nella sagrestia di San Pietro in Vaticano, ispirandosi alla Pietà Bandini di Michelangelo, ma cercando di conciliare l'energia michelangiolesca con uno stile più equilibrato di ascendenza raffaellesca.
Dopo il 1575, Sabatini lavorò su un ciclo di affreschi nelle residenze romane di Teseo Aldrovandi. Nel 1576, lavorò anche per papa Gregorio XIII nella loggia delle stanze del cardinale Filippo Boncompagni e nella cappella e stanze, in particolare nella Sala di Costantino. Sabatini morì prematuramente nel 1576 e alcune delle sue commissioni furono completate dai suoi allievi.

## Fortuna critica
Nel primo periodo del XVII secolo, la letteratura artistica riconobbe il talento di Sabatini e gli tributò elogi significativi. Le sue opere a Bologna sono ricordate da Francesco Cavazzoni nel 1603, mentre quelle a Roma sono menzionate da Celio nel 1638. Durante il Seicento, l'artista ottenne una breve biografia scritta da Giovanni Baglione nel 1642, focalizzata principalmente sul suo periodo romano. Successivamente, Carlo Cesare Malvasia nel 1678 ne scrisse un "medaglione biografico". Tuttavia, il profilo più completo e dettagliato di Sabatini è stato fornito da Jürgen Winkelmann nel 1986, anche se si concentra principalmente sull'attività dell'artista a Bologna.

## Opere
- Gesù Cristo crocifisso con la Madonna e i santi Maria Maddalena, Giovanni evangelista, Nicola da Tolentino, Pietro martire e Dorotea, olio su tela, cm 333 x 198, 1572-1575, Chiesa di San Giovanni Battista (in deposito dalla Pinacoteca Nazionale di Bologna), Palata Pepopli frazione di Crevalcore.